# Encapsulado (Electrónica)

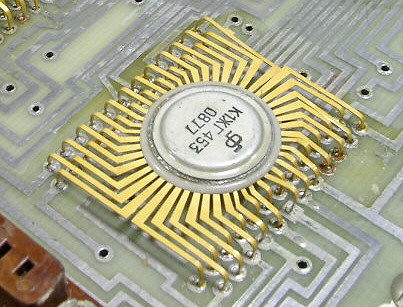
Encapsulado de antiguo circuito integrado fabricado en la URSS.

En manufactura de circuitos integrados e Ingeniería Electrónica, el encapsulado es el resultado de la etapa final del proceso de fabricación de dispositivos con semiconductores, en la cual un semiconductor o un circuito integrado; se ubica en una carcasa para protegerlo de daño físico, de la corrosión, evacuar el calor generado y a su vez permitirle la comunicación con el exterior mediante contactos eléctricos. 
El término de encapsulado se entiende comúnmente como algo para proteger el trozo de oblea semiconductora con la que se construyen los circuitos integrados tales como microprocesadores, microcontroladores y DSPs; pero también protegen otros componentes electrónicos, tales como TO-92 (Ejemplos: Transistores 2N3904 y 2N3906, sensor de temperatura IC LM35), TO-3 (Transistor 2N3055), TO-220 (Reguladores IC 78xx y 79xx, Transistores TIP31 y TIP32), DO-41 (Diodos de la serie 1N4000), DO-41G (Diodo Zener de 5.1V 1N4733).

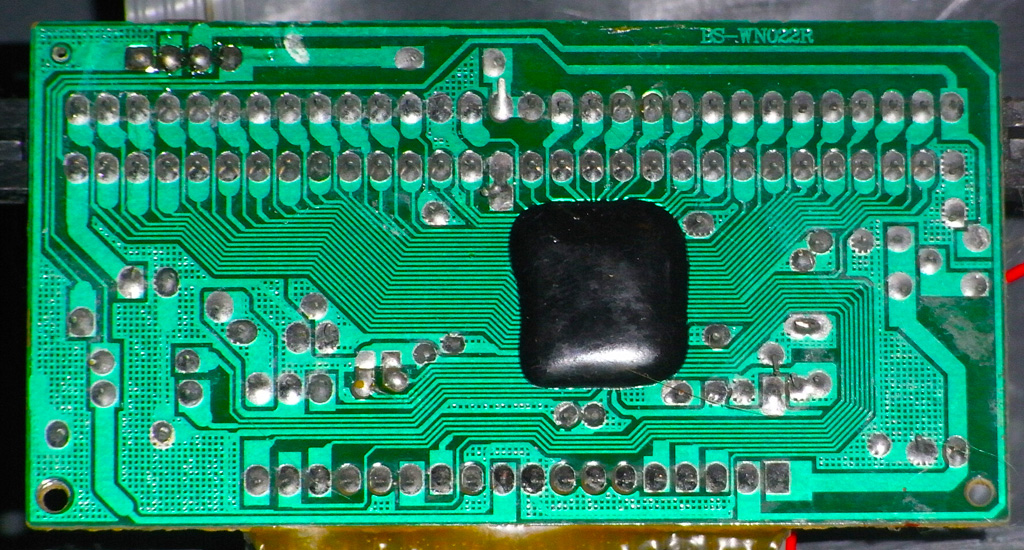
Un chip en placa (COB) recubierto con epoxi oscuro

Los primeros circuitos integrados tenían encapsulados planos de cerámica. Fueron utilizados por los militares  durante muchos años por su fiabilidad y pequeño tamaño. Los circuitos integrados comerciales adoptaron la forma (DIP), al comienzo en cerámica y más tarde en plástico.
En la década de 1980 en los circuitos integrados VLSI el número de patillas  excedió el límite práctico para el encapsulado  DIP, llegando nuevos formatos como pin grid array (PGA), (LCC) (QFP). Los componentes de montaje superficial, aparecieron en la década de 1980 y se hicieron  populares.
Estos nuevos formatos de encapsulado de montaje superficial reducen aún más el tamaño de los equipos electrónicos de los que forman parte.

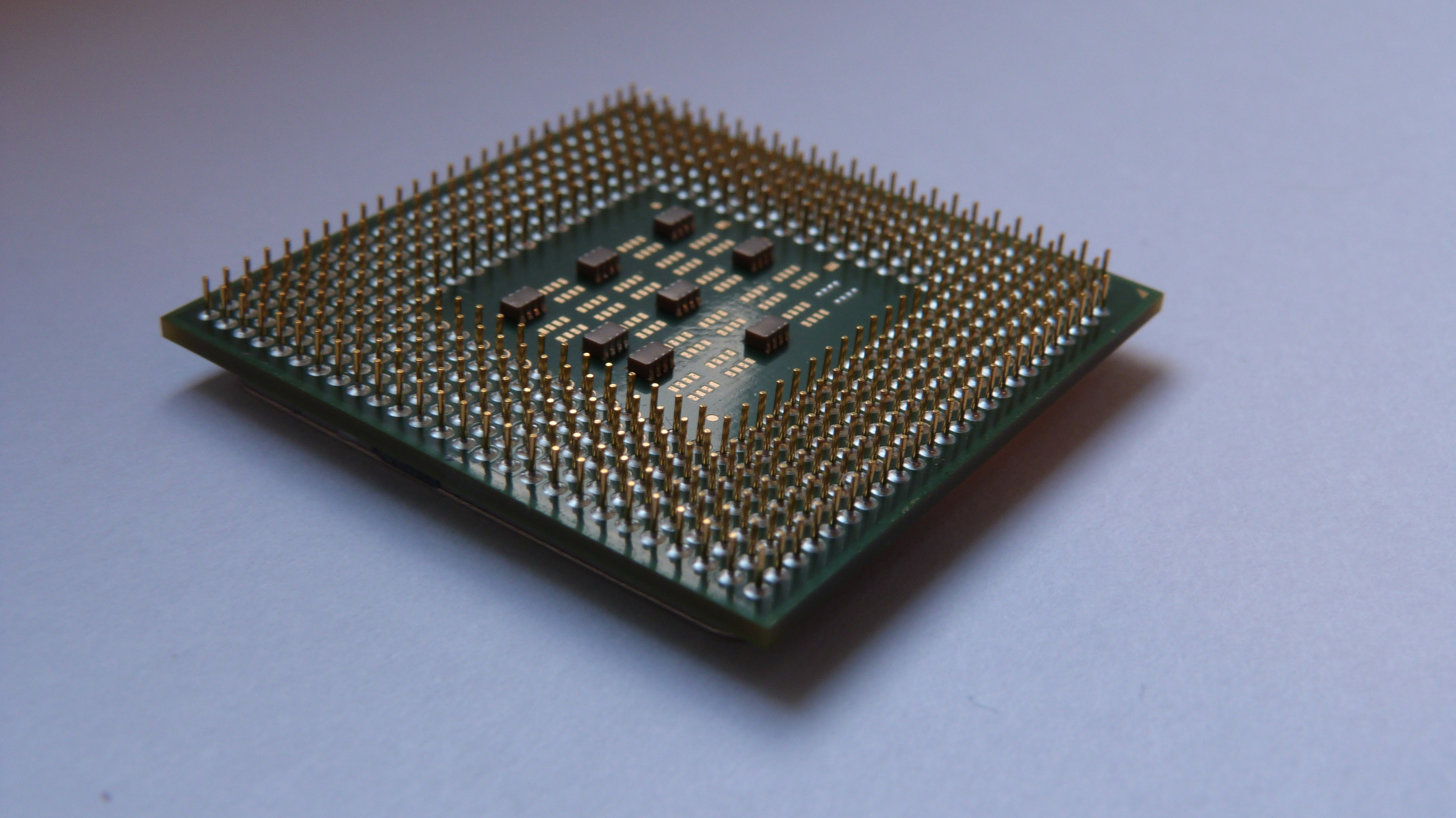
Ejemplo de Pin Grid Array (PGA)

## Lista de encapsulados comunes
- DIP (Dual in-line package).
- PGA (Pin grid array).
- QFP (Quad Flat Package).
- LQFP (Low-profile Quad Flat Package).
- PLCC (Plastic Leaded Chip Carrier).